# Robert Schuman
Denna artikel handlar om politikern Robert Schuman. För 1800-talsmusikern, se Robert Schumann.

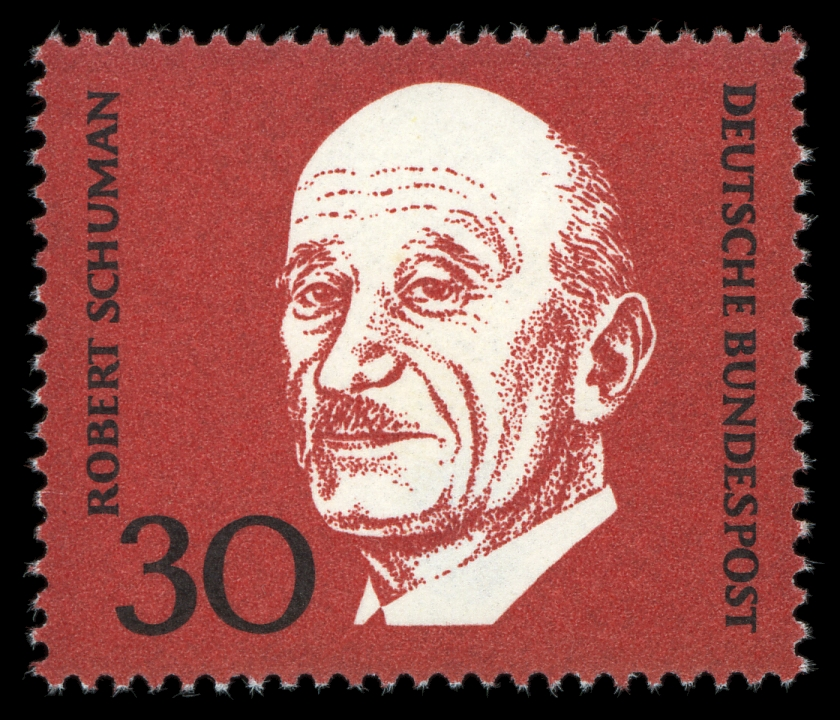
Schuman på ett västtyskt frimärke från 1968.

Jean-Baptiste Nicolas Robert Schuman, född 29 juni 1886 i staden Luxemburg, död 4 september 1963 i Scy-Chazelles, var en fransk politiker (kristdemokrat) och statsman.
Schuman var Frankrikes premiärminister i två perioder, 24 november 1947 – 26 juli 1948 och 5 september 1948 – 11 september 1948. Han var dessutom Frankrikes utrikesminister 1948–1953 och Europaparlamentets första ordförande 1958–1960. Schuman var medlem av partiet Folkrepublikanska rörelsen (Mouvement Républicain Populaire), som upplöstes 1967. Schuman räknas som en av pionjärerna för Europeiska unionen, Europarådet och Nato. År 1950 presenterade han Schumanplanen, som låg till grund för bildandet av Europeiska kol- och stålgemenskapen (EKSG), som var föregångaren till dagens EU. Schuman var av tysk och luxemburgsk härkomst.
| ”                      | Världsfreden kan inte upprätthållas utan konstruktiva insatser mot hotande faror. | „ |
| – Robert Schuman, 1950 |                                                                                   |   |

## Bakgrund
Schumans far, Jean-Pierre Schuman (1837–1900), var född som fransk medborgare i Évrange i Lorraine, precis på andra sidan gränsen till Luxemburg. Sedan Lorraine hade blivit en del av Tyska kejsardömet 1871 blev han tysk medborgare. Schumans mor, Eugénie Duren (1864–1911), född i Bettembourg i Luxemburg, blev tysk medborgare via giftermål 1884. Trots att Schuman föddes i Clausen, en förort till staden Luxemburg, var han tysk enligt då gällande lagstiftning med hänsyn till blodsband. Han avsade sig sitt tyska medborgarskap och fick franskt medborgarskap 1919, när Alsace-Lorraine återfördes till Frankrike. Hans mor talade luxemburgiska, men han fick lära sig franska och tyska i skolan. På grund av att han lärde sig franska endast i skolan, talade han franska med en plattysk accent och med luxemburgsk brytning.

## Utbildning
Schuman studerade vid Athénée de Luxembourg i Luxemburg, en tidigare jesuitskola. Han bestämde sig för att sluta efter gymnasiala studier vid tyska universitet. Eftersom gymnasieexamina från Luxemburg inte var giltiga i Tyskland fick han också läsa in en examen för inträde till tyska universitet, Abitur, vilket han gjorde vid Kaiserliches Gymnasium i Metz. Efter att ha studerat juridik, ekonomi, politisk filosofi, teologi och statistik, i Bonn, München och Strasbourg avlade Schuman en juridisk examen vid Humboldtuniversitet i Berlin.

## Första världskriget
Efter sin mors död i en trafikolycka övervägde Schuman att bli präst och ordensman, men kände sig kallad till lekmannaapostolatet. Han förblev ogift och levde i celibat livet ut. Han blev yrkesverksam som advokat, blev frikallad på medicinska grunder, och slapp militärtjänst. Under första världskriget var Schuman krigsplacerad i den regionala förvaltningen, vilket gjorde att han aldrig bar tysk uniform. Han var medlem av stadsstyrelsen för Metz och av tyska Katholikentag. Alsace-Lorraine blev åter franskt efter första världskriget och Schuman blev aktiv inom fransk politik. 1919 blev han för första gången vald till parlamentet (Nationalförsamlingen) i Paris, på en regional lista, och var deputerad för Thionville i Moselle till 1958, med ett avbrott under krigsåren. Han blev en högt respekterad politiker för sina insatser i parlamentet. Schuman engagerade sig för att integrera Alsace-Lorraine i Frankrike, och kom att driva ekonomiska frågor. I egenskap av justitieminister undersökte han den omfattade korruptionen som förekom i kolindustrin i Lorraine under perioden innan kriget. Genom en ny lagstiftning Lex Schuman försvann korruptionen under 1920-talet.

## Andra världskriget
Andra världskriget kom inte som en överraskning för Schuman. Redan när nazisterna tog makten i Tyskland 1933 varnade han för att Adolf Hitler skulle starta ett storkrig i Europa. 1940 blev Schuman medlem av en krigsregering under ledning av Paul Reynaud, med hänsyn till sin kunskap om Tyskland. Senare samma år blev han arresterad på grund av sina protester mot ockupanternas terror mot oskyldiga och civila. Han blev förhörd av Gestapo. Tack vare stöd från några välkända tyskar slapp han att bli sänd till Dachau. En lokal nazistledare, Gauleiter Joseph Buerckel, fick ansvar att hålla honom under sträng övervakning i civil fångenskap. Schuman flydde 1942 och anslöt sig till franska motståndsrörelsen. Under kriget talade Schuman, med risk för sitt liv, om behovet av en fransk-tysk försoning och ett slut på motsättningarna, vilket han redan hade gjort 1933–1939.

## Efter kriget
Efter kriget möttes Schuman med stor respekt i det franska samhället. Han var finansminister och sedan premiärminister 1947–1948. Schuman skapade parlamentarisk stabilitet under period av revolutionära strejker och försök till organiserad olydnad. Schuman var en del av det så kallade Tredje blocket, som var en politisk koalition som regerade i Frankrike 1947–1958, trots stort motstånd från kommunister, gaullister och nationalister. Schuman bidrog till att socialdemokrater, radikaler, centerdemokrater och kristdemokrater kunde hålla ihop, trots att man delvis saknade majoritet i parlamentet. Han blev utrikesminister 1948 och behöll ämbetet i olika regeringar till 1953. Därefter blev Schuman åter justitieminister under en kort period. Han lämnade parlamentet och fransk politik 1958.

## Europarådet, EU och Nato
Schumans första regering föreslog en europeisk rådsförsamling och gjorde frågan till en fråga för regeringarna runt om Europa. Hans förslag resulterade i ett internationellt fördrag om att skapa Europarådet 1949, där medlemsstaterna definierade grundläggande principer om mänskliga rättigheter och andra grundläggande friheter. 
Schuman förde fram tankar på en framtida övernationell europeisk gemenskap. I september 1948 framförde han, i egenskap av utrikesminister, i FN:s Generalförsamling Frankrikes strävan att skapa en demokratisk organisation i Europa som efterkrigs-Tyskland skulle kunna medverka i. 1949–1950 höll han en serie tal i Europa och Nordamerika om att skapa en övernationell europeisk gemenskap, med syfte att skapa en varaktig fred mellan medlemsstaterna.
Den 9 maj 1950 presenterade Schuman sina tankar i parlamentet om en övernationell demokratisk ordning i en deklaration (Schumandeklarationen) som utformades av Paul Reuter, som var rådgivare i utrikesministeriet. Jean Monnet var en av arbetsgruppens medlemmar som skrev texten. Den franska regeringen accepterade Schumans deklaration och inbjöd Västtyskland och andra europeiska länder till att föra samman kol- och stålindustrin i Europas första övernationella gemenskap. Den 18 april 1951 skrev sex länder under Schumanplanen (även benämnd Europeiska kol- och stålgemenskapen).
Den 18 april 1951 skrev samma sex länder under Parisfördraget, som lade grunden för Europeiska kol- och stålgemenskapen. Medlemsländerna deklarerade att detta datum och en öppen demokratisk, och övernationella principer som en födelse av ett nytt fredligt Europa. Två gemenskaper bildades, förutom kol- och stålunionen: genom Romfördraget 1957 en ekonomisk gemenskap och en icke vinstgivande nukleär gemenskap, Euratom. Tillsammans med andra, senare, avtal startade en utveckling mot en europeisk union.
Som premiär- och utrikesminister var Schuman med i skapandet av Nato (Nordatlantiska fördragsorganisationen). Han skrev under fördraget för Frankrike. Den defensiva principen i Natos 5 artikel upprepades i hans förslag om en europeisk försvarsunion, som inte gick igenom i Nationalförsamlingen 1954. En allians av kommunister, konservativa och nationalister röstade ner förslaget om en europeisk försvarsunion. Som konsekvens avgick han som utrikesminister. Schuman drev hårt på för ett bildande av en transatlantisk gemenskap med ett aktivt franskt deltagande, trots ett hårt motstånd i parlamentet och i den franska opinionen.

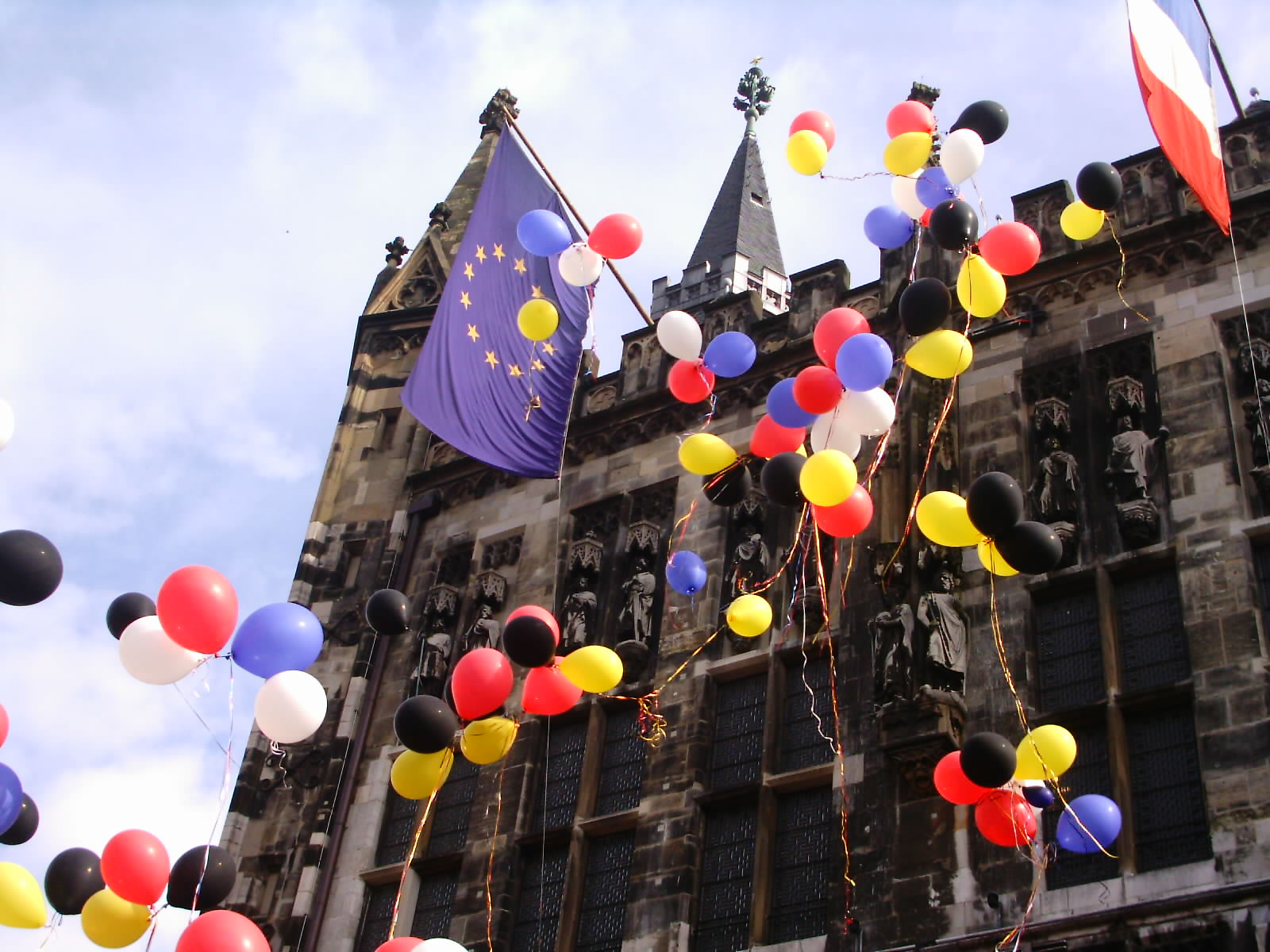
Europadagen 2004, firad i Aachen i Tyskland

## Sista år och eftermäle
Mellan 1958 och 1960 var Schuman den första ordföranden för Europaparlamentet, vilket gav honom en hederstitel: Europas Fader. EU:s stats- och regeringschefer beslutade 1985 att utse den 9 maj till Europadagen till minne av Schumandeklarationen 1950. Sedan 1986 firas denna dag runt om i Europa till minne av deklarationen, och för att manifestera en fredlig samverkan mellan folken. 1958 fick Schuman det internationella priset Karlspreis av den tyska staden Aachen. Detta pris delas ut till personer som anses ha lämnat särskilt betydelsefulla insatser till den europeiska tanken och för freden i Europa. Schuman satte ett mycket stort värde på detta pris från den stad där Karl den store, som härskade över ett rike som omfattade dagens Tyskland och Frankrike, är begravd. 1959 fick han det humanistiska Erasmuspriset och utsågs till riddare av Piusorden.
Schuman levde ett intensivt religiöst liv, och var en teologiskt välskolad intellektuell. Sina sista år levde han ett lugnt och tillbakadraget liv som ägnades åt meditation och bibelstudier. Han var starkt påverkad av Påven Pius XII:s teologi och av Thomas av Aquino och Jacques Maritains filosofi. Den 15 maj 2004 gav den franska biskopskonferensen biskopen av Metz i uppdrag att undersöka förutsättningen för en saligförklaring av Schuman; en saligförklaring är det första steget mot en helgonförklaring av den katolska kyrkan.
Schumandistriktet i Bryssel, som innehåller en T-bane- och järnvägsstation samt torget Rond Point Schuman, är uppkallat efter Schuman. Rakt över torget ligger olika europeiska institutioner och Berlaymont-byggnaden som är huvudkontor för den Europeiska kommissionen. Berlaymont-byggnaden har, liksom Europaparlamentet, en staty av Schuman vid sin huvudingång.
Det sociala universitet, som finns i Strasbourg och Luxemburg, är uppkallat efter honom. I Luxembourg finns Rond Point Schuman, Boulevard Robert Schuman och Robert Schuman-byggnaden, som är Europaparlamentets säte. Schumans födelsehus i Luxemburg har restaurerats av Europaparlamentet, och är öppet för allmänheten, liksom hans sista bostad i Scy-Chazelle nära Metz.

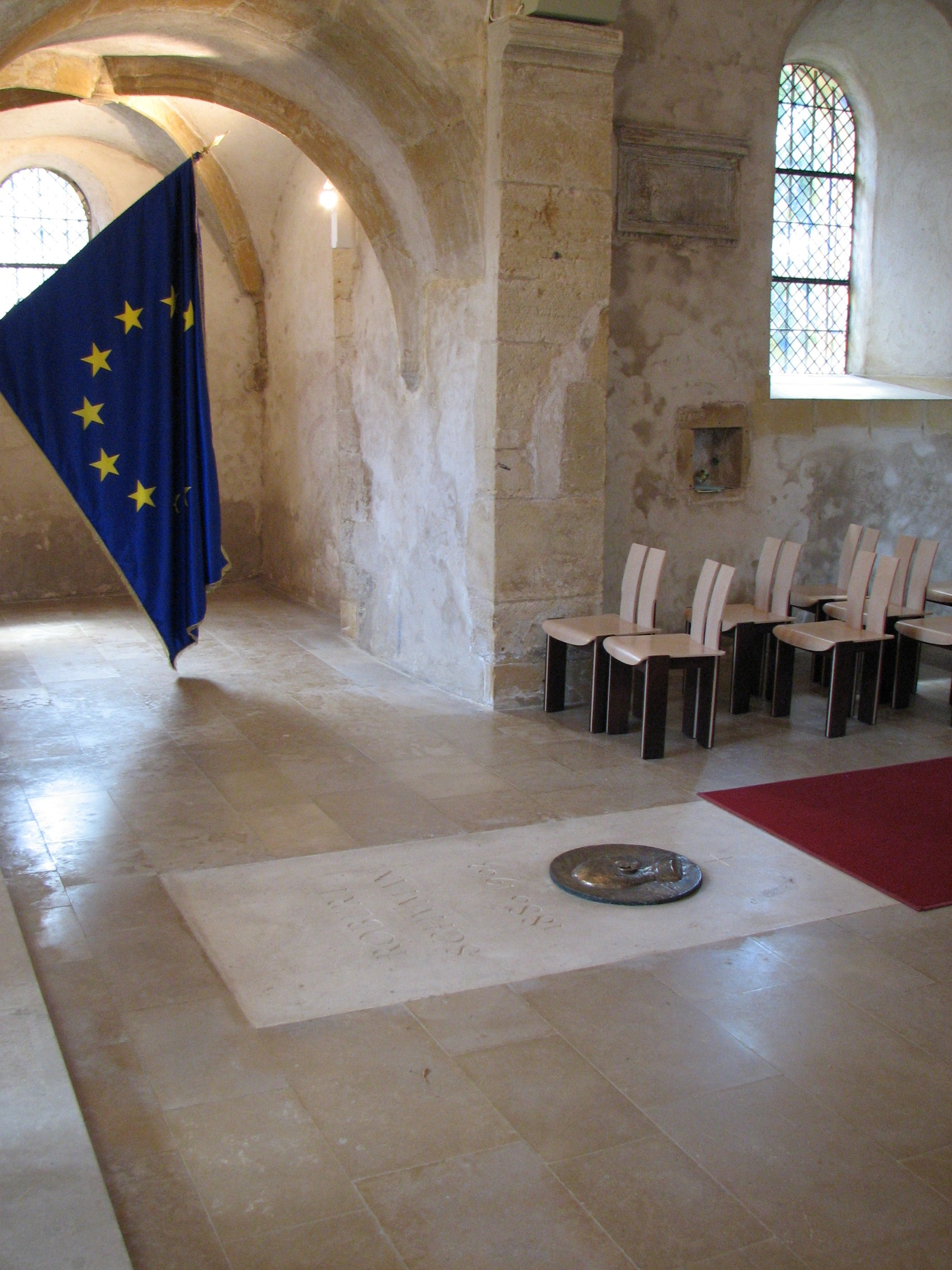
Robert Schumans grav i Saint Quentin, i Scy-Chazelles, nära Metz i Frankrike